# Pavel Černý
Pavel Černý (nacido el 11 de octubre de 1962) es un exfutbolista checo que se desempeñaba como delantero.
Pavel Černý jugó 4 veces para la selección de fútbol de Checoslovaquia entre 1989 y 1991.

## Trayectoria

### Clubes
| Club                | País            | Año         |
| ------------------- | --------------- | ----------- |
| FC Hradec Králové   | Checoslovaquia  | 1983 - 1989 |
| AC Sparta Praga     | Checoslovaquia  | 1989 - 1992 |
| Sanfrecce Hiroshima | Japón           | 1992 - 1994 |
| FC Hradec Králové   | República Checa | 1994 - 2002 |

### Selección nacional
| Selección | País           | Año         |
| --------- | -------------- | ----------- |
| Absoluta  | Checoslovaquia | 1989 - 1991 |

## Estadística de equipo nacional
| Selección de fútbol de Checoslovaquia | Selección de fútbol de Checoslovaquia | Selección de fútbol de Checoslovaquia |
| Año                                   | Part.                                 | Goles                                 |
| ------------------------------------- | ------------------------------------- | ------------------------------------- |
| 1989                                  | 1                                     | 0                                     |
| 1990                                  | 2                                     | 0                                     |
| 1991                                  | 1                                     | 0                                     |
| Total                                 | 4                                     | 0                                     |